# دي جي خالد
دي جي خالد أو خالد محمد خالد عبادي (بالإنجليزية: DJ Khaled) (ولد في 1975 بنيو أورلينز) هو دي جي ومنتج أمريكي فلسطيني الأصل من محافظة جنين في الضفة الغربية كانت بداياته كمنسق إسطونات لأغاني الراب والهيب هوب وكان حينها يحمل اسم مستعار "" الهجمة العربية ""(بالإنجليزية: Arab attack) إلا أنه إستبدله باسم دي جي خالد بعد هجمات 11 سبتمبر 2001. أطلق في مسيرته عددًا هامًا من الأغاني والألبومات كان أخرها ألبوم «الممتن» (بالإنجليزية: the grateful) سنة 2017 حيث تخلل الألبوم عددًا هامًا من الأغاني التي تصدرت ترتيب الأغاني حول العالم «آم ذا وان» (بالإنجليزية: I'm the one) رفقة جاستين بيبر وتشانس ذا رابروكويفو التي احتلت الترتيب الأول في البيلبورد هوت 100 للولايات المتحدة،كندا وأستراليا و أغنية «أفكار جامحة،» (بالإنجليزية: wild thoughts) بغناء ريانا وبرايسون تيلير والتي احتلت المركز الثاني في تصنيف الأغاني في الولايات المتحدة الأمريكية.
ولد خالد في نيو أورليانز لويزيانا لأبوين مهاجرين فلسطينيين. اكتسب شهرته لأول مرة كمضيف إذاعي في التسعينيات لمحطة الراديو 99 جامز وترجم شعبيته من خلال العمل مع مجموعة الهيب هوب الخاصة بـ فات جو ، فرقة الرعب كـدي جي لعروضهم الحية وكمنتج للمجموعة. بعد اعتماد إنتاجه لمواد المجموعة قام خالد بتجنيد العديد من فناني الهيب هوب المرتبطين بالمجموعة ومسقط رأسه ميامي لتقديم عروضهم في ألبومه الاستوديو الأول استمع... الألبوم (2006). ألبومه الثاني نحن الأفضل (2007) أنتج الأغنية المنفردة الناجحة "أنا هود جدا" (التي تضم تي بين و تريك دادي وريك روس وبيليز ). وصلت إصداراته اللاحقة نحن العالمية (2008) و انتصار(2010) إلى ذروتها ضمن العشرة الأوائل في لوحة الإعلانات 200 وقد دعمت الأخيرة الأغنية المنفردة "كل ما أفعله هو الفوز" (التي تضم تي بين ولوداكريس وسنوب دوج وريك روس) والتي حصلت على شهادة البلاتين الثلاثية من قبل جمعية صناعة التسجيلات الأمريكية (أر أي أيه أيه).
شهد ألبومه الخامس في الاستوديو وأول ظهور له مع شركة تسجيلات رئيسية نحن الأفضل إلى الأبد(2011) نجاحًا تجاريًا مستمرًا وجلب خالد إلى الشهرة السائدة من خلال إنتاج أول أغنية فردية له ضمن أفضل عشرة أغاني في بيلبورد هوت 100، "أنا على واحد" (يضم دريك وريك روس وليل واين ). أصدر ألبوماته الثلاثة التالية تقبيل الخاتم (2012) والمعاناة من النجاح (2013) ولقد تغيرت كثيرًا (2015) لاستقبال نقدي وتجاري معتدل. خلال عامي 2015 و2016 اكتسب خالد شهرة واسعة كشخصية عامة بسبب نشاطه على وسائل التواصل الاجتماعي. وقد تنبأ هذا إلى جانب العديد من ميمات الإنترنت بإصدار ألبومه التاسع في الاستوديو، المفتاح الرئيسي(2016) والذي لاقى نجاحًا نقديًا وتجاريًا أكبر حيث ظهر لأول مرة على قمة لوحة الإعلانات 200 ورشح لأفضل ألبوم راب في حفل توزيع جوائز جرامي السنوي التاسع والخمسين.
ألبومه العاشر شاكر(2017) أصبح ألبومه الثاني على التوالي الذي يحتل المركز الأول وسبقه الأغنيتان المنفردتان "أنا الواحد" (يضم جاستن بيبر وكوافو وتشانس ذا رابر وليل واين ) و" أفكار برية " (يضم ريهانا وبرايسون تيلر ) اللتان بلغتا ذروتهما في المركزين الأول والثاني على قائمة بيلبورد هوت 100 على التوالي. ألبومه الحادي عشر والد أسد (2019) احتوى على أغنية "أعلى" (التي تضم نيبسي هاسل وجون ليجند) والتي فازت بجائزة أفضل أداء راب/غناء في حفل توزيع جوائز جرامي السنوي الثاني والستين أول فوز لخالد بجائزة جرامي. ألبومه الثاني عشر الذي يحمل اسمه (2021) وألبومه الثالث عشر الله فعل (2022) ظهرا لأول مرة على رأس قائمة لوحة الإعلانات 200. حصلت أغنية العنوان الأخيرة (التي تضم ريك روس وليل واين وجاي زي وجون ليجند وفرايداي) على ثلاثة ترشيحات في حفل توزيع جوائز جرامي السنوي الخامس والستين : أغنية العام أفضل أغنية راب وأفضل أداء راب. ومن المقرر أن يصدر خالد ألبومه الاستوديو الرابع عشر عام الله في عام 2025.
وبعيدًا عن الموسيقى حقق خالد نجاحًا ككاتب حيث ظهر كتابه المفاتيح في قائمة نيويورك تايمز لأكثر الكتب مبيعًا. كما قام بالتمثيل في أفلام الأولاد السيئين من أجل الحياة (2020) وتكملة لها الأولاد الأشرار: ركوب أو موت (2024) وكان له دور صوتي في الفيلم المتحركجواسيس متنكرون (2019). قامت شركة تسجيلاته الموسيقية نحن أفضل مجموعة موسيقية بتوزيع إصداراته منذ تأسيسها في عام 2008 على الرغم من أن خالد وقع مع فنانين آخرين بما في ذلك آيس هود و كينت جونز و مافادو و فليب دينيرو و فادو، وغيرهم.

## وقت مبكر من الحياة
وُلِد خالد محمد خالد في 26 نوفمبر 1975 في نيو أورلينزلويزيانا لأبوين فلسطينيين هاجرا إلى الولايات المتحدة والده من المزرعة الشرقية ووالدته من رام الله. شقيقه أليك ليد (علاء خالد) هو ممثل.
كان والداه موسيقيين يعزفان الموسيقى العربية وبدأ خالد يهتم بموسيقى الراب والسول في سن مبكرة وقد دعم والداه اهتمامه. كان يعمل في متجر محلي لبيع الأسطوانات الموسيقية .

## حياة مهنية
خلال مسيرته المهنية المبكرة تعرف خالد على العديد من الفنانين الشباب وساعدهم قبل انطلاقتهم الفنية ومن بينهم بيردمان وليل واين ومافادو. كانت إحدى وظائفه الأولى في متجر تسجيلات أوديسي في نيو أورلينز حيث التقى بكل من بيردمان وليل واين في عام 1993. بعد مغادرته أوديسي بدأ العمل كـدي جي في فرق الريجي ساوند كلاشنز وخلط موسيقى الدانس هول والهيب هوب. أول عمل إذاعي له كان في محطة قرصنة. في عام 1998 انتقل إلى ميامي وشارك في استضافة برنامج عرض لوك على دبليو إيه دي أر "99 جامز" معلوثر كامبل من2 طاقم مباشر. في عام 2003 بدأ في استضافة برنامج إذاعي ليلي على 99 جامز يسمى الاستيلاء.
خلال مسيرته المهنية استخدم خالد العديد من الألقاب بما في ذلك "هجوم العرب" و"بيج دوج بيتبول" و"تيرور سكواد" (استخدم خلال فترة عمله مع فرقة الهيب هوب تيرور سكواد ) وبيت نوفاكين (وهو لقب ينتج تحته إيقاعات) ودون دادا ومستر ميامي إلخ. أوضح خالد أن "هجوم العرب" يعني "الهجوم بالموسيقى" وتوقف عن استخدامه بعد هجمات 11 سبتمبر لتجنب الظهور بمظهر غير حساس.

## علاقات الفنانين

### ريك روس
وُصف ريك روس بأنه أحد "أطول المتعاونين مع خالد". في إشارة إلى خالد صرّح روس : "إنه يعلم ما سيثير حماسي... سيركض إلى الغرفة صارخًا : "لقد حصلت على شيء يا روزاي!" وفي تسع مرات من أصل عشر عندما يكون متحمسًا لهذه الدرجة سينتهي الأمر بشعور جيد. لطالما كانت هذه هي الديناميكية منذ أغنية " أنا رائع جدًا "، والقائمة تطول. وعن علاقتهما يقول خالد : "روس هو أخي" كما قال. هذا هو اليوم الأول. هذه هي العائلة. أنا وهو أتينا من القاع من الطين إلى أرضيات الرخام. عندما يناديني بصوت عالٍ في تلك الأغنية فهذا ما يُسمى صديقًا حقيقيًا عائلة. [هو] يُحبني وأُحبه. أنا وهو للأبد. موسيقى أو لا موسيقى. إنه خالد وروس للأبد.
في عام 2006 أنتج خالد الأغنية "أنا جي" (بضم  (ليل وين) وبريسكو) في أول أغنية لروس ميناء ميامي. في نفس العام قام روس بعرض ضيف على اثنين من الأغاني من أول لعبة ليلستين لـ (خالد) اسمعني... الألبوم : "مُولود-مُربّد" و "هولا علي لي". في عام 2007 ظهر روس في الأغنية الفردية "أنا كذلك هود" كجزء من ألبوم خالد الثاني نحن الأفضل. ساهم روس أيضًا في إضافة الصوت إلى "نحن نسيطر" وهي أغنية في نفس الألبوم التي بلغت المرتبة 28 في قائمة البيلبورد الساخنة 100 الأمريكية والرقم 11 في قائمة الروابط الساخنية الرابية الأمريكية وصنيفت بالذهب من قبل جمعية صناعة التسجيل الأمريكية في 20 نوفمبر 2007. في نفس العام ظهر كل من روس وكاليد في أغنية "100 مليون" كجزء من ألبوم بيردمان 2007 5 * ستونا. في عام 2008 ظهر روس في الأغنية الأغنية "من هنا جريندين" كجزء من ألبوم خالد الثالث نحن العالمية. في عام 2010 ظهر روس في الأغنية الفردية "كل ما أفعله هو الفوز" وهي جزء من ألبوم خالد الرابع انتصار. أصبح المسار مُعتمدًا على البلاتين الثلاثي. في عام 2011 ظهر روس في ما أصبح عشرة أغنية في بيلبورد هوت 100، "أنا على واحد" كجزء من ألبوم خالد الخامسنحن الأفضل للأبد. ظهر روس أيضا في الأغنية "مرحباً بكم في قبعة" في نفس الألبوم. في عام 2012 ظهر روس في اثنين من الأغاني من الألبوم السادس لخالد تقبيل الخاتم: "خذها إلى الرأس" و "أتمنى لو فعلت". في أوائل عام 2013 ظهر روس في الأغنية الأغنية "لا أصدقاء جدد" كجزء من ألبوم خالد السابع المعاناة من النجاح. في 16 مايو 2013 أعلن بيردمان وروس أن ألبومهم التعاوني ذي أتش سيتم إصداره كميكس تايب استضيفه خالد في 23 مايو 2013. في أبريل 2014 ظهر روس في الأغنية "هيون لا يحبك لا أكثر" وهو الأغنية الأولى من ألبوم واحد الثامن من ألبومه الاستوديوي "لقد غيرت الكثير". في أغسطس 2014 ظهر كل من خالد وروس في "دون شوت" وهو أغنية واحد من قبل المغني الأمريكي اللعبة. في نوفمبر 2014 ظهر روس أيضًا في إعادة التأليف "امسكك". في عام 2016 ظهر روس في اثنين من الأغاني من ألبوم خالد التاسع في الاستوديو المفتاح الرئيسي: الأغنية "هل تمانع" و"أفسد النادي". في عام 2017 ظهر روس في ثلاث أغاني من ألبوم خالد العاشر في الاستوديو غريتفول : ""في كل شيء" و"مستمر في الحياة" و"مهما كان". في عام 2019 ظهر روس في مسرحية واحدة من ألبوم خالد الحادي عشر في الاستوديو ، والد أسد: "حديث الصبي الكبير". في عام 2021 ظهر روس في أغنية واحدة من ألبوم خالد الاستوديوي الثاني عشر ، خالد خالد : "هذا هو عامي". في عام 2022 رَبّ (روس) أول آية من أغنية عنوان ألبوم (خالد) الثالث عشر "الله فعل". حصلت الأغنية على ثلاث ترشيحات في جوائز غرامي السنوية الـ 65 : أغنية السنة وأفضل أغنية العام وأفضل أداء راب. في نفس العام ظهر روس وكاليد في معرض جي كيو برنامج مناظرة هايب حيث ناقشوا أعظم وجبة خفيفة من كل الأوقات. كان روس مؤيدًا لحمضاته الخاصة بالراب بينما أيد خالد كرنش الشبكة المخبأة بالسنامون. في عام 2023 أنتج خالد الأغنية " فوق القانون " من ألبوم ريك روس الثالث عشر " جيد جداً ليكون صحيحاً ".

### دريك
وُصفت العلاقة بين دريك وخالد بأنها "مثمرة بشكل فريد".

### ليل واين
صرّح ليل واين : "دي جي خالد فريد من نوعه... لقد أنتج العديد من الأغاني التي لا تُنسى. لا أحد يضاهيه."

## شخصية عامة
وصف جيف إيزا من مجلة رولينج ستون خالد قائلاً : "يتميز خالد بقصّة شعر أنيقة. لحيته ذات زوايا حادة تُضفي تناسقًا مثاليًا على وجهه. عندما يحاول اختيار الكلمة المناسبة سواءً للوضوح أو للكوميديا تحمل عيناه جديةً ثاقبة كرياضيٍّ مُركّزٍ على مسرحية. لكنه غريزيٌّ إلى حدٍّ كبير في إلقائه في انتزاع ما يحاول نقله من عقله ووضعه في عقلك." كما وُصف بأنه "مُبدعٌ أمام الكاميرا". يُعرف خالد بحضوره على وسائل التواصل الاجتماعي حيث يقول : "لا أجري الكثير من المقابلات... لأن لدي مقابلتي الخاصة : أقول ما أريد قوله في أي وقت أريده."

## الحياة الشخصية
خالد وزوجته نيكول تاك لديهما ابن اسمه أسعد تاك خالد ولد في 23 أكتوبر 2016. حظي خالد باهتمام وطني بعد بث الولادة مباشرة على حسابه على سناب شات. في 20 يناير 2020 أنجبت تاك ابنهما الثاني عالم تاك خالد.
في يناير 2017 اشترى خالد منزل روبي ويليامز السابق في مولولاند إستيتس وهو مجتمع سكني مسور في لوس أنجلوس كاليفورنيا. في عام 2018 اشترى خالد منزلًا على الواجهة البحرية في ميامي مقابل 25.9 مليون دولار. تبلغ مساحة القصر أكثر من 12000 قدم مربع وقد أطلق عليه خالد اسم "المنتجع". يملك خالد عدة سيارات بما في ذلك سيارة مايباخ وهي واحدة من 150 طرازًا خاصًا صممت خصيصًا من قبل فيرجيل أبلوه. أطلق خالد على هذه المركبة اسم "كابتشينو".
في عام 2014 وصف خالد نفسه بأنه مسلم متدين. في ديسمبر 2022 زار مكة المكرمة مع مايك تايسون للمشاركة في أداء العمرة.

## مشاريع أخرى

### فيلم
قدم خالد صوته في الفيلم المتحرك جواسيس متنكرون والذي أصدر في 25 ديسمبر 2019. ظهر أيضًا فيأولاد سيئون مدى الحياة وأولاد سيئون: ركوب أو موت.
في عام 2016 كتب كتابًا بعنوان المفاتيح : مذكرات والذي يتضمن آراءه حول النجاح ويروي قصص حياته ويصف مساهمات الموسيقيين الآخرين. أصبح الكتاب من أكثر الكتب مبيعًا في صحيفة نيويورك تايمز.

### أثاث
مستوحى من منزله ونمط حياته صمم خطًا جديدًا للأثاث الفاخر بعنوان "نحن أفضل منزل" وأطلقه في أغسطس 2018.

### لعب الجولف
يُعرف خالد بحبه للجولف إلى جانب شعاره الشهير : "هيا بنا نلعب الجولف!" وقد ظهر على غلاف مجلة جولف دايجست وهو من رواد نادي ميامي بيتش للجولف. استضافت مؤسسة خالد "نحن الأفضل" بطولة الجولف الافتتاحية في عام 2023 حيث جمعت آلاف الدولارات لصالح المنظمات التي تساعد الشباب في ميامي. يقال أن شون كومبس تبرع بمفرده بمبلغ 150 ألف دولار لهذه القضية.

### تسوية لجنة الأوراق المالية والبورصات لعام 2018
في نوفمبر 2018 وافق خالد مع فلويد مايويذر جونيور على تسوية إجمالية قدرها 750 ألف دولار مع لجنة الأوراق المالية والبورصات (أس إيه سي) لفشلهما في الكشف عن المدفوعات المقبولة من الجهات المصدرة لعرض العملة الأولي وتحديد دفعة ترويجية شخصية بقيمة 50 ألف دولار من شركة العملات المشفرة المتعثرة شركة سنترا تيك التي توجه الاتهام إلى مؤسسيها المشاركين بالاحتيال في مايو 2018. وفقًا لهيئة الأوراق المالية والبورصات الأمريكية "تُعدّ هذه أولى قضاياها المتعلقة باتهامات بانتهاك قواعد الترويج للاستثمارات في ما يُسمى بالعروض الأولية للعملات الرقمية أو أي سي اوهز."  وكجزء من التسوية وافق خالد على عدم إبرام أي اتفاقية تأييد أو ترويج مع أي مشارك في الأوراق المالية لمدة عامين.

## ديسكوغرافيا

### ألبومات الاستوديو
- إستمع... الألبوم (2006)
- نحن الأفضل (2007)
- نحن عالميون (2008)
- النصر (2010)
- نحن الأفضل إلى الأبد (2011)
- تقبيل الخاتم (2012)
- المعاناة من النجاح (2013)
- لقد تغيرت كثيرًا (2015)
- مفتاح رئيسي (2016)
- ممتن (2017)
- والد الأسد (2019)
- خالد خالد (2021)
- الله فعل (2022)
- عالم الله (2025)

## فيلموغرافيا
| سنة  | عنوان                            | دور                   | ملحوظات                              |
| ---- | -------------------------------- | --------------------- | ------------------------------------ |
| 2002 | شوتاس                            | صديق ريتشي            | حجاب                                 |
| 2017 | درجة الكمال 3                    | نفسه                  |                                      |
| 2018 | الحفلة اللاحقة                   | نفسه                  | فيلم نتفليكس                         |
| 2018 | بليز والآلات الوحشية             | ماستر بلاك بيلت (صوت) | الحلقة: "نينجا بليز"                 |
| 2019 | جواسيس متنكرون                   | الأذنين (الصوت)       |                                      |
| 2020 | جاستن بيبر: المواسم              | نفسه                  | الحلقة: "النهاية"                    |
| 2020 | أولاد سيئون مدى الحياة           | ماني الجزار           | يُنسب إليه اسم خالد (دي جي خالد) خالد |
| 2020 | تايلر بيري في فيلم "ديلان الشاب" | نفسه                  | الحلقة: "ذكاء الشارع"                |
| 2021 | ديمي لوفاتو: الرقص مع الشيطان    | نفسه                  | ظهور خاص، الحلقة: "فقدان السيطرة"    |
| 2024 | الأولاد الأشرار: ركوب أو موت     | ماني الجزار           | يُنسب إليه اسم خالد (دي جي خالد) خالد |
| 2025 | مكتمل                            |                       |                                      |

## وصلات خارجية
- دي جي خالد على موقع IMDb (الإنجليزية)
- دي جي خالد على موقع ميوزك برينز (الإنجليزية)
- دي جي خالد على موقع رولينغ ستون (الإنجليزية)
- دي جي خالد على موقع إن إن دي بي (الإنجليزية)
- دي جي خالد على موقع أول ميوزيك (الإنجليزية)
- دي جي خالد على موقع ديسكوغز (الإنجليزية)
- دي جي خالد على موقع ديسكوغز (الإنجليزية)
- دي جي خالد على موقع قاعدة بيانات الفيلم (الإنجليزية)